# Emblavez
L'Emblavez (parfois orthographiée Emblavès), prononcé [ɑ̃blɑve] ou [ɑ̃blɑvɛz] est une région naturelle française s’étendant sur le nord-est du département de la Haute-Loire en région Auvergne-Rhône-Alpes.

## Toponymie
Son appellation découle du verbe « emblaver », qui signifie semer des graines de blé.

## Géographie
L'Emblavez est géologiquement le résultat de la division du lac oligocène, associée à la poussée alpine à la fin du Miocène, phénomène similaire à la formation du bassin du Puy. L'altitude de la région varie de 500 à 800 mètres. La Loire traverse son bassin, qui reçoit quelques ruisseaux (le Tizou, le Chambeyron) et rivières (l'Arzon, la Suicesse) .

## Histoire
Une route romaine reliait Ruessium aux carrières de Blavosy, qui fournissaient des pierres de taille pour la construction d'édifices. Ce chemin à travers la plaine de l'Emblavez offrait un itinéraire plus court que celui qui passait par le Puy.
L'activité prédominante de la région est l'agriculture.

## Tourisme
Dans l'Emblavez, il est possible d'explorer le paysage en suivant des itinéraires d'interprétation, que l'on peut parcourir en voiture avant de poursuivre à pied. Certains de ces parcours sont balisés et durent de 30 minutes à 2 heures. Il existe même des trajets adaptés aux personnes utilisant une poussette ou un fauteuil roulant.
L'Emblavez propose également un éventail d'activités de plein air, notamment la randonnée avec 20 itinéraires, le VTT avec 11 circuits, le tourisme équestre, les sports nautiques et bien d'autres.
L'office de tourisme intercommunal du Pays de l'Emblavez remplit la fonction d'accueillir les résidents locaux, les excursionnistes et les visiteurs.

## Lieux et monuments
- Gorges de la Loire
- Sucs
- Château de Lavoûte-Polignac
- Château d'Artias
- Ravins de Corbœuf